# Władysław Malinowski (poseł)
Władysław Malinowski (ur. 13 grudnia 1922 w Bieśniku, zm. 22 maja 1998 tamże) – polski górnik naftowy oraz działacz ruchu ludowego i komunistycznego, poseł na Sejm PRL VI kadencji.

## Życiorys
Pracował w Kopalni Nafty w Szalowej i w Przedsiębiorstwie Kopalnictwa Naftowego w Gorlicach. W 1945 wstąpił do Związku Młodzieży Wiejskiej RP „Wici”, później do Związku Młodzieży Polskiej, a od 1949 należał do Polskiej Zjednoczonej Partii Robotniczej, w której przez wiele lat był sekretarzem oddziałowej organizacji partyjnej w kopalni w Szalowej. Od 1950 członek Rady Zakładowej Związku Zawodowego Górników Naftowców. Od 1958 był radnym i członkiem prezydium Gromadzkiej Rady Narodowej w Szalowej-Stróże. W latach 1956–1972 członek Komitetu Zakładowego PZPR Kopalnictwa Naftowego w Gorlicach, a od 1966 do 1970 zasiadał w plenum Komitetu Powiatowego PZPR w Gorlicach. Delegat na VI zjazd PZPR w grudniu 1971.
W 1972 został posłem na Sejm PRL z okręgu nr 63 (Krosno). Zasiadał w komisji sejmowej Górnictwa, Energetyki i Chemii. Mandat pełnił do końca kadencji w 1976.
Pochowany jest na cmentarzu w Szalowej.

## Odznaczenia
- Srebrny Krzyż Zasługi
- Brązowy Krzyż Zasługi
- Odznaka 1000-lecia Państwa Polskiego
- Brązowy Medal „Za Zasługi dla Pożarnictwa”
- Odznaka Przodownika Pracy Socjalistycznej